# Lancashire hotpot
Il Lancashire hotpot è uno stufato originario del Lancashire, in Inghilterra (Regno Unito).

## Etimologia
Si pensa che l'hotpot di "Lancashire hotpot" faccia riferimento a un piatto di ceramica usato per cucinare alcune casserole al forno tradizionali del Regno Unito. Tuttavia, è più probabile che il lemma si riferisca a un pasticcio o una zuppa che prende il nome di hodge-podge. Nel suo The Closet Opened (1677) Kenelm Digby, parla di un Queen Mothers Hotchpot of Mutton mentre nel Mrs Beeton's Book of Household Management (1861) di Isabella Beeton viene descritto un Hotch Potch contenente collo di montone, cipolle, carote, piselli, cavolfiori e lattuga.

## Storia
Prima dell'industrializzazione e urbanizzazione del nord-ovest inglese, le famiglie del Lancashire potevano lavorare i fili e svolgere più comodamente altre mansioni casalinghe, fra cui cucinare piatti che richiedevano maggiore attenzione. Tuttavia, quando si diffusero le prime industrie nel Lancashire, le donne sposate iniziarono a lavorare fuori casa e, proprio per questo, preferivano preparare alimenti che potevano essere cotti in forno per tutto il giorno a bassa temperatura, fra cui il Lancashire hotpot. Quando erano invece sprovviste di attrezzature per cucinare, le casalinghe portavano un pudding o uno spezzatino dal fornaio e chiedevano a quest'ultimo di cuocerlo mentre loro erano impegnate.

## Caratteristiche
Il Lancashire hotpot è uno stufato di collo di agnello, cipolle e patate cotto in una grande pentola a fuoco basso. Esistono diverse varianti regionali del piatto che possono anche contenere carote, rape, porri, pasta frolla o avere le costolette di manzo o la pancetta al posto dell'agnello. In passato, gli inglesi preparavano il piatto con i rognoni dell'agnello o, quando erano a buon mercato, le ostriche. Il piatto viene a volte servito con cavolo rosso in salamoia, barbabietole rosse o, in alcune aree, formaggio Lancashire.